# Tweetie
Tweetie è stato un client Twitter disponibile per iOS e macOS.
Il 9 aprile 2010 Twitter ha acquisito Atebits e assunto il suo sviluppatore Loren Brichter facendo diventare Tweetie il client Twitter ufficiale.